# 局部地區滅絕
局部地區滅絕（英語：或），亦稱局部滅絕或部分滅絕，表示一個物种（或其他分類單元的生物）在特定地理區域內消失，但在其他地方仍然存在的狀況。與局部地區滅絕相對的概念是全球性灭绝。
局部灭绝标志着一个地区生态發生變化。近來，一些物種局部滅絕之後，可藉由從其他地區再引入相同物種來進行復育；例如狼的再引入。

## 讨论
冰川作用可能导致局部灭绝。北美更新世冰川作用事件期间就發生了这种情况。在此期间，大多数北美本土蚯蚓物种在冰川覆盖區域死亡。後來，從歐洲帶來的土壤中的欧洲蚯蚓在當地定殖。
随着时间的推移，物种會自然地從岛屿上消失。一个岛屿能夠支持的物种数量受其地理大小的限制。许多岛屿是在更新世末期海平面上升时由于气候变化而形成的，而且这些岛屿很可能拥有与大陆相同的物种补充，因此，透過統計足夠多的島嶼上現存物種的數量，就能夠得知，視乎島嶼大小，特定岛屿上的某些物种（如植物或鸟类）多樣性在未來一定時期內將會降低。同样的计算也可以用于确定物种何时会从自然公园（另一種意义上的“岛屿”）、山顶和台地（參見天空島）、殘存森林或其他此类散佈的斑块中絕跡。这一研究也表明，有些物种比其他物种更容易灭绝。
一些物种依賴短暂存在或受干扰的栖息地而存在，例如需要春季池塘、人类肠道或森林火灾后烧毁的林地，它們的特點是种群数量高度波動明顯、分布格局不断变化。许多自然生态系统會經歷相對一致的演替循环：先锋物种從區域內消失，生态系统成熟并形成顶极群落。
局部灭绝可能对研究有用：例如，保罗·埃利希等一些科学家在研究灣區格點蝶族群消失過程的案例時，选择不干预，以研究這一進程。
许多鳄鱼物种發生了局部灭绝，特别是灣鱷（Crocodylus porosus），已在越南、泰国、爪哇和许多其他地区灭绝。

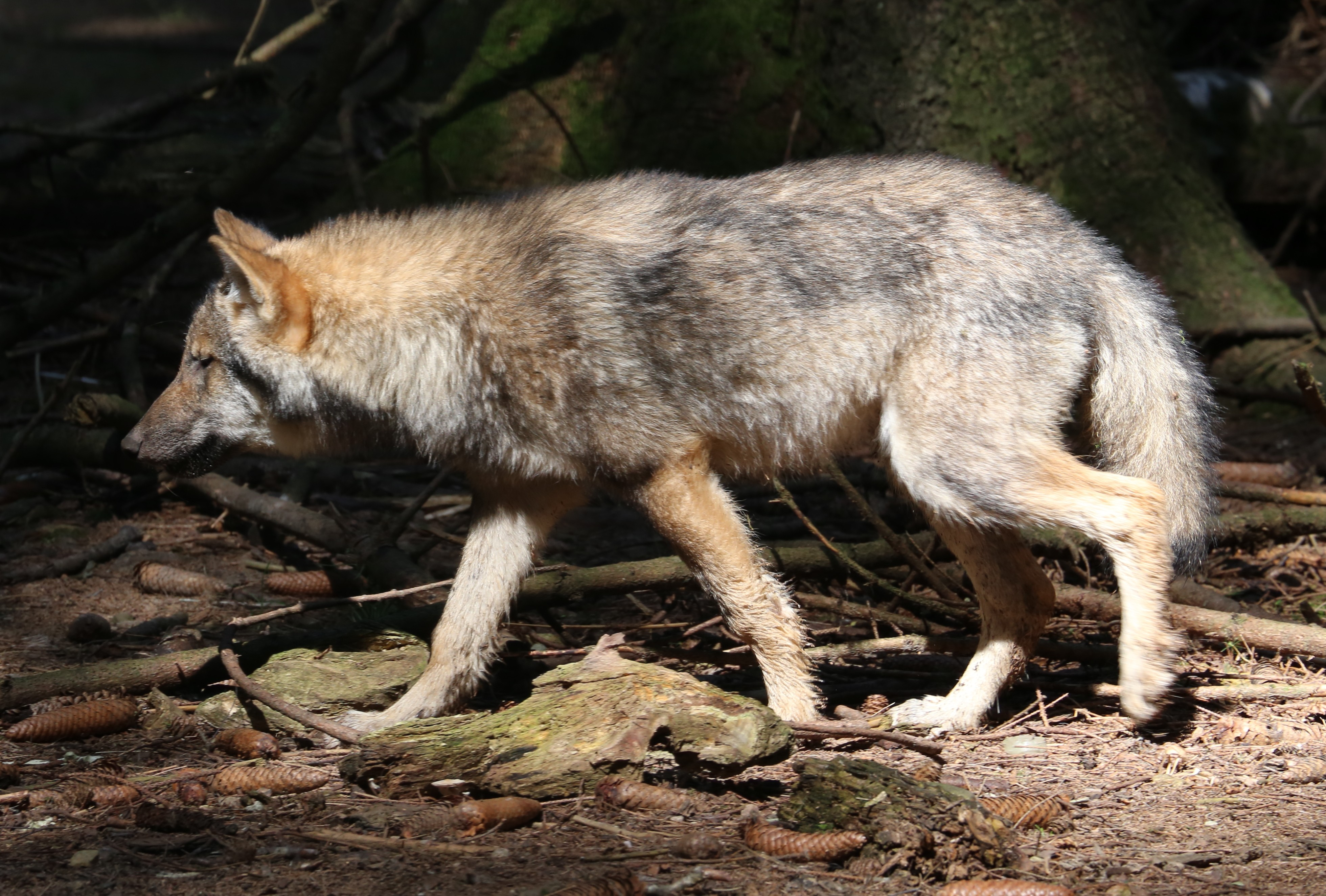
紅狼

火山爆发等重大环境事件可能会导致大量的局部灭绝，例如1980年圣海伦火山爆发导致一些物種局部滅絕，並出現了一個蕨类植物高峰時期（fern spike）。

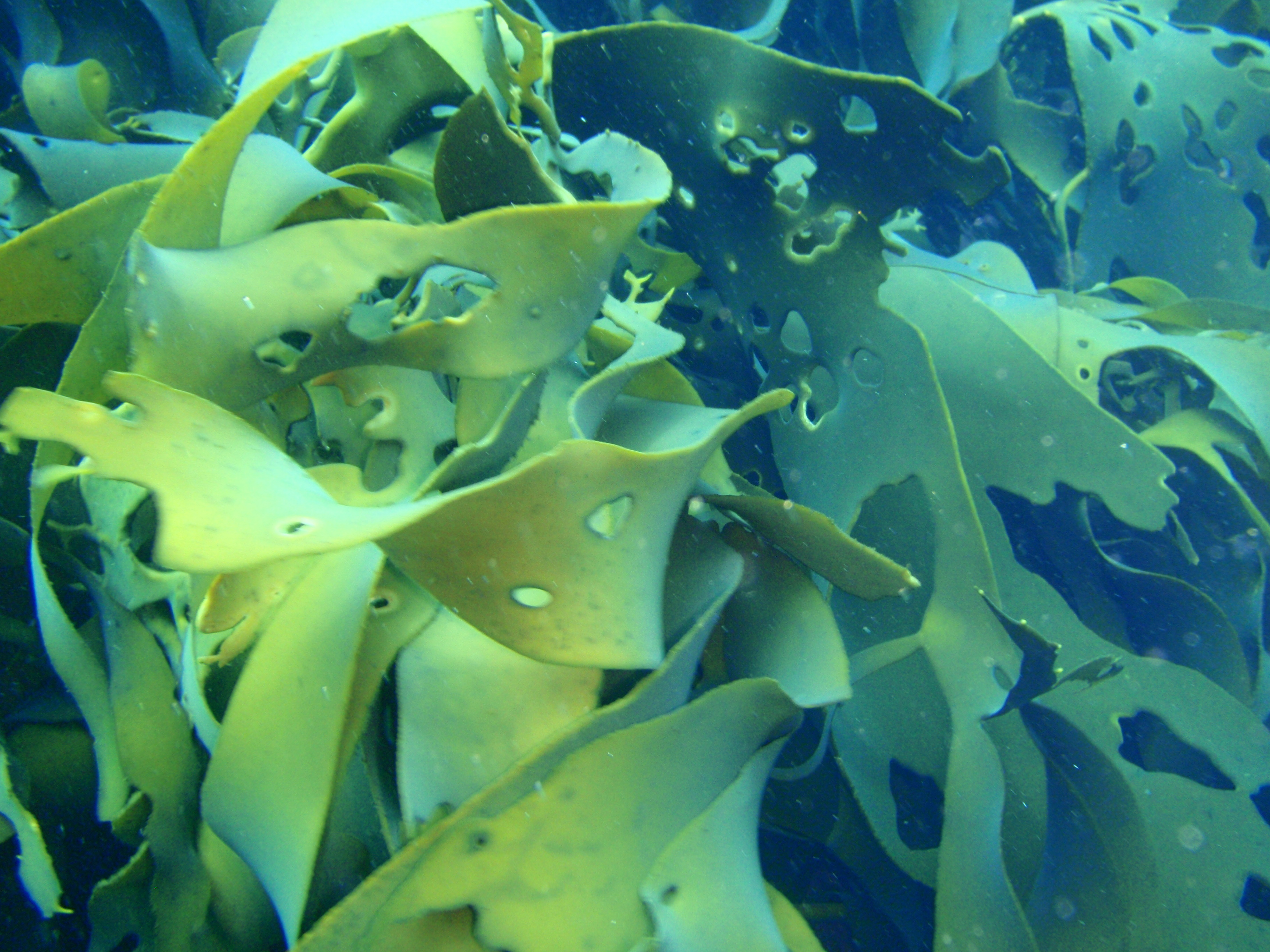
巨藻

热浪可能导致局部灭绝。在新西兰，2017-2018年夏季，南岛部分地区周围的海面温度超过23 °C（73 °F），远高于正常值。气温也很高，超过30 °C（86 °F）。这些高温事件，加上浪高較低，导致Pile Bay的巨藻局部灭绝。
在过去的150年里，巴西的圣湖镇已经失去了近70%的当地鱼类物种，包括湖沼狼牙脂鯉（Acesstrorhynchus lacustris）、斑条丽脂鲤（Astyanax fasciatus）和条纹溪脂鲤（Characidium zebra）。这可能是由于非本地种（例如倫氏非鯽）引入潟湖、水位变化和有机物污染所致。
局部灭绝是可以逆转的，一些情形下可以人工干預。例如，狼就曾被再引入到其曾經棲息但已發生了局部滅絕的地區。 1980年代后期美国的紅狼（Canis lupus rufus）和1990年代中期黄石国家公园的灰狼都是這一行動的案例。苏格兰、日本和墨西哥都討論過將狼再引入。